# Máy bay huấn luyện

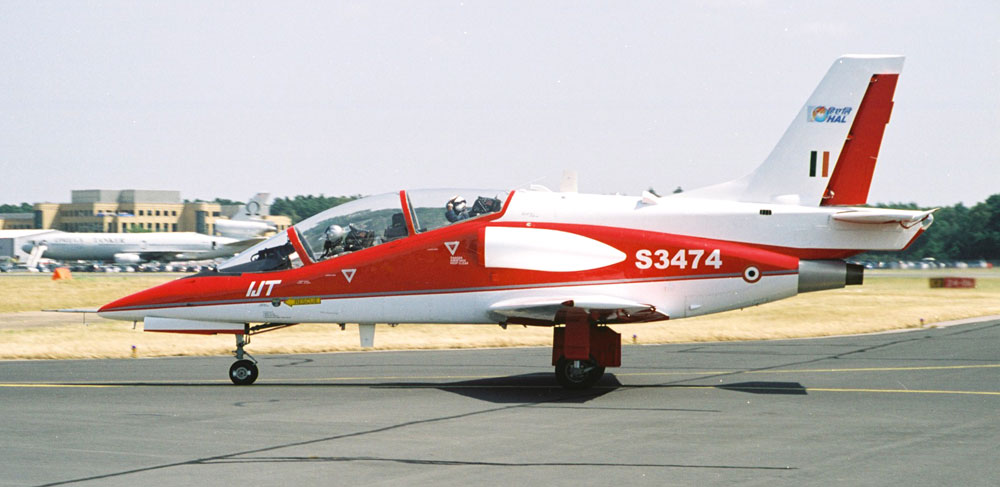
Máy bay huấn luyện phản lực HAL HJT-36 sẽ thay thế máy bay HAL Kiran của đội biểu diễn Surya Kiran (Không quân Ấn Độ)

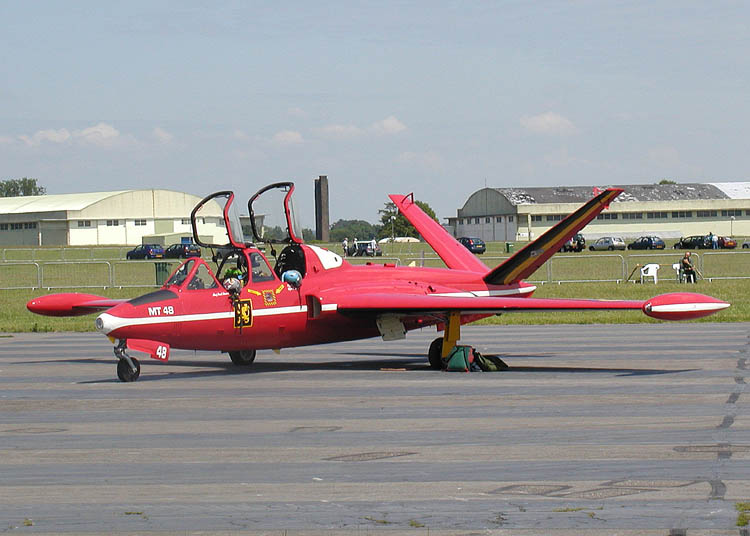
Máy bay huấn luyện phản lực Fouga Magister của Không quân Bỉ. Magister bay lần đầu vào năm 1952

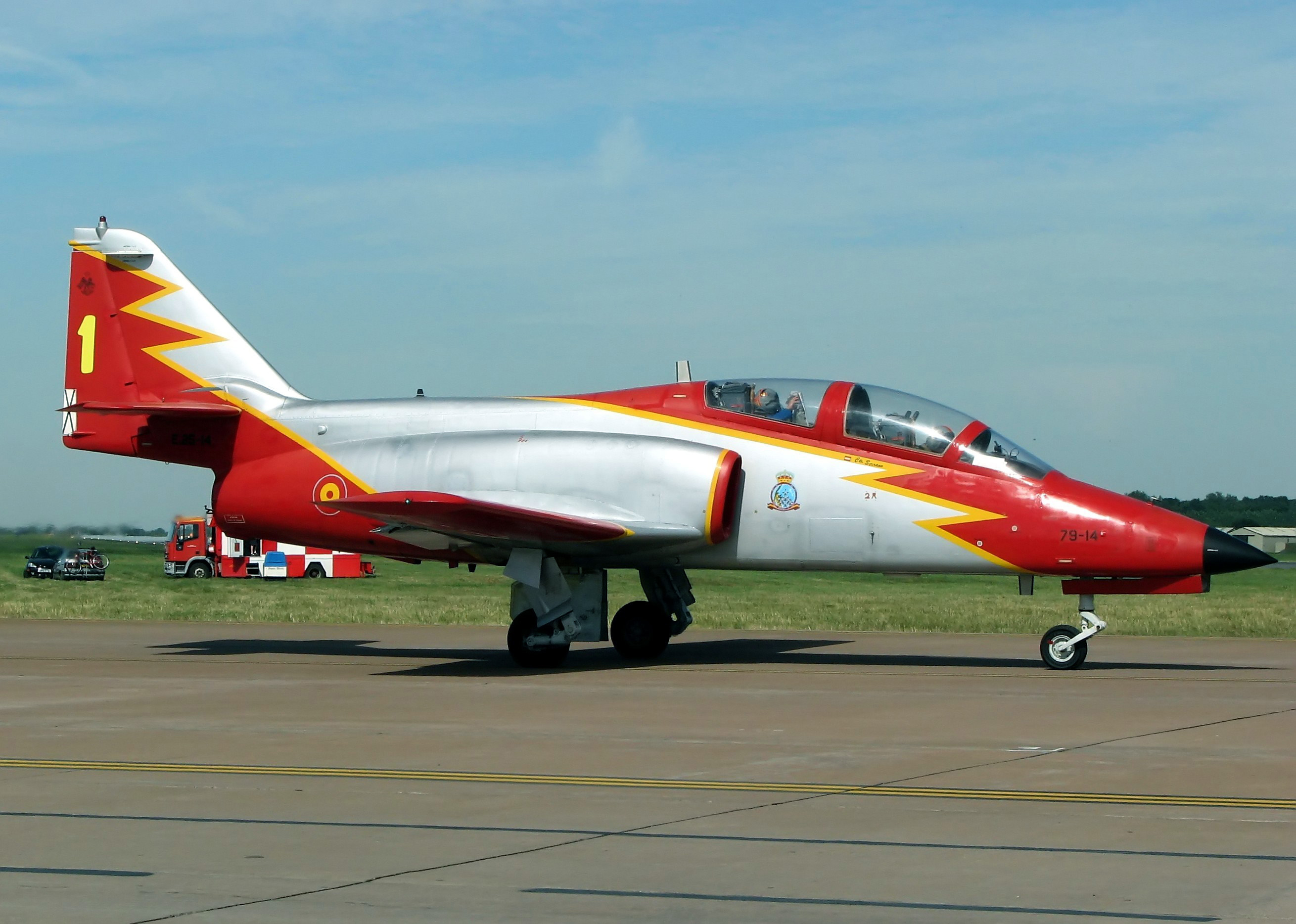
CASA C-101 thuộc đội bay biểu diễn Patrulla Aguila, tại Triển lãm hàng không Royal International Air Tattoo, Fairford, Gloucestershire, Anh.

Máy bay huấn luyện là một loại máy bay được sử dụng để huấn luyện phi công, sĩ quan dẫn đường, hoa tiêu hay điều khiển hỏa lực trong đội bay.
Những phi công dân sự thông thường được huấn luyện trong một máy bay hạng nhẹ, với 2 hoặc nhiều chỗ cho học viên và giáo viên hướng dẫn. Máy bay có thể được sửa đổi để chịu các điều kiện tác động khi bay huấn luyện. Một số lực lượng không quân của các quốc gia ký các hợp đồng huấn luyện phi công với các công ty tư nhân, hay sắp đặt cho các sĩ quan quân đội sử dụng các máy bay để huấn luyện được cung cấp và bảo dưỡng bởi các công ty tư nhân.
Hiện nay trên thế giới, những phi công quân sự học những kỹ năng bay ban đầu trong một máy bay hạng nhẹ giống như các máy bay huấn luyện dân dụng, sau một thời gian họ sẽ được chuyển sang huấn luyện bay với các máy bay huấn luyện động cơ cánh quạt phản lực như Pilatus PC-9. Cuối cùng các phi công sẽ được huấn luyện bay trên các máy bay phản lực, chủ yếu hiện nay là các máy bay huấn luyện với tốc độ cận âm, khả năng thao diễn cơ động rất tốt, và trang bị với những hệ thống mô phỏng vũ khí và giám sát để huấn luyện nâng cao. Những ví dụ về những máy bay huấn luyện phản lực bao gồm T-38 Talon (có khả năng đạt đến tốc độ âm thanh), BAE Hawk, Dassault/Dornier Alpha Jet và Aero L-39.
Một số máy bay huấn luyện quân sự thường là phiên bản hai chỗ ngồi của những loại máy bay chiến đấu (cường kích hay tiêm kích đánh chặn) và một số có khả năng chuyển đổi nhanh chóng trong tình trạng khẩn cấp thành vai trò máy bay trinh sát hay chiến đấu. Với các lực lượng không quân nhỏ, thì những máy bay huấn luyện có khả năng chuyển đổi như vậy có tính kinh tế rất lớn. Với hệ thống vũ khí trang bị cho máy bay như vậy, tính dễ dàng chuyển đổi này thường mang đến những rủi ro chính trị nhất định, chẳng hạn như những máy bay BAE Hawk của Indonesia trong những năm gần đây thường gặp những vụ việc lôi thôi.
Một phần nhỏ của máy bay huấn luyện quân sự, như Vickers Varsity, HS125 Dominie hay Boeing T-43 được phát triển từ những thiết kế máy bay vận tải, chúng có mục đích là huấn luyện được nhiều phi công dẫn đường, điều khiển hỏa lực cùng một lúc. Khi những học viên phi công phụ này học cách định hướng sử dụng các dụng cụ, họ có thể ngồi tại những bàn điều khiển bên trong cabin máy bay và không cần một cái nhìn trực tiếp khi máy bay đang bay. Những sĩ quan điều khiển vũ khí máy bay hay hệ thống liên quan đến radar có thể được huấn luyện tương tự.
Chi phí của việc phát triển các máy bay tăng lên trong điều kiện thực tế, nó đã trở nên ít thích hợp với một máy bay sẽ được thiết kế đặc biệt cho vai trò huấn luyện. Những kiểu huấn luyện cổ điển như De Havilland Tiger Moth, North American Texan (có tên gọi Harvard tại nhiều quốc gia) và De Havilland Chipmunk. Một số máy bay huấn luyện phản lực như Aero L-39 Albatros, Aermacchi MB-326, Folland Gnat, Fouga Magister và British Aerospace Hawk, đã trở nên nổi tiếng do được sử dụng trong các đội biểu diễn trên không của các quốc gia. Những đội biểu diễn trên không sử dụng máy bay phản lực đầu tiên đã hướng tới sử dụng kiểu máy bay chiến đầu như Hawker Hunter, English Electric Lightning, và North American F-100 Super Sabre. Trong khi các phi đội chiến đấu của không quân đã thay đổi chuyển sang sử dụng các loại máy bay huấn luyện hạng nhẹ. Vài cải tiến có thể cần cho phép khói mày được phun ra trong thời gian bay biểu diễn, những thực chất những khung máy bay này vẫn có thể sử dụng đúng chức năng của nó.
Nhiều giai đoạn huấn luyện hiện nay được thực hiện trong các cỗ máy mô phỏng.